# Jerry Michael Linenger
Jerry Michael Linenger dr. (Mt. Clemens, Michigan, 1955. január 16. –) amerikai orvos, űrhajós.

## Életpálya
1977-ben a Haditengerészeti Akadémián (USAF Academy) biológiából szerzett diplomát, majd 1981-ben a Wayne State University keretében sebészorvosi vizsgát tett. A Naval Aerospace Medical Institute (Pensacola) keretében repülőorvosi vizsgát tett. A Fülöp-szigeteken szolgálta a Naval Air Station Cubi Point központban. A Csendes-óceáni Flotta parancsnokának egészségügyi tanácsadója. 1988-ban az University of Southern California keretében közegészségügyi rendszerismeretből szerzett diplomát. 1989-ben az University of North Carolina keretében  epidemiológiából doktorált (Ph.D.).
1992. március 31-től a Lyndon B. Johnson Űrközpontban részesült űrhajóskiképzésben. 1995. januártól kiképzésben részesült a Jurij Gagarin Űrhajóskiképző Központban. Két űrszolgálata alatt összesen 143 napot, 2 órát és 50 percet (3434 óra) töltött a világűrben. Űrhajós pályafutását 1998. február 23-án fejezte be.

## Űrrepülések
- STS–64, a Discovery űrrepülőgép 19. repülésének küldetésfelelőse. Az űrhajósoknak olyan üzemeltetési tesztfeladatokat kellett végezniük, mintha közeledést, dokkolást (összeütközés) hajtottak volna végre. Telepítették, majd visszanyerték a SPARTAN–201 platformot (önálló laboratórium). Tesztelték az űrruhára szerelhető, az önálló mozgást biztosító hátizsákot. Első űrszolgálata alatt összesen 10 napot, 22 órát és 49 percet (263 óra) töltött a világűrben. 7 242 048 kilométert (4 500 000 mérföldet) repült, 176 alkalommal kerülte meg a Földet.
- STS–81, az Atlantis űrrepülőgép 18. repülésének küldetésfelelőse/fedélzeti mérnök. A Mir űrállomással dokkolt, több mint 3 tonna teheráru és csere legénység szállítása, szemét visszahozása. SpaceHab mikrogravitációs laboratóriumban kereskedelmi jellegű  kísérleteket, kutatásokat és gyártásokat végeztek. A Mir űrállomáson maradt, a fedélzeten az űrállomás két orosz űrhajósával teljesítve a hosszú távú program előírásait. Második űrszolgálata alatt összesen 132 napot, 4 órát és 1 percet (3172 óra) töltött a világűrben. Akkoriban a leghosszabb amerikai űrtartózkodás volt. Az első amerikai, aki orosz kollégájával egy 5 órás űrsétán (kutatás, szerelés). egy orosz, új típusú szkafandert tesztelt. Az STS–84 fedélzetén tért vissza kiinduló bázisára. Közel 50 millió mérföldet repült (ami több mint 110 forduló a Holdra és vissza), több mint 2000 fordulatot tett a Föld körül. Az űrállomás utazó átlagsebessége 18 000 mérföld/óra volt.

### Tartalék személyzet
STS–79 a Shuttle–Mir űrállomás programban az Atlantis űrrepülőgép 17. szolgálatának küldetésfelelőse.

## Írásai
- Off The Planet : Öt veszélyes hónap a Mir  űrállomáson – 1999, - ISBN 0-07-136112-X
- Levelek a MIR űrállomásról: Egy asztronauta levelei – 2002. - ISBN 0-07-140009-5